# Chroma Key (banda)
Chroma Key  é uma banda estadunidense fundada pelo tecladista Kevin Moore. Moore é ex-integrante da banda Dream Theater. Seu som pode ser descrito como space rock, devido suas experimentações com música eletrônica. A música que Moore compõe é uma mistura de rock progressivo e música eletrônica, o que confere uma atmosfera ambient, com diversos pequenos detalhes nos teclados e experimentações diversas.
Outra característica da música da banda é uma certa melancolia. A banda é influenciada principalmente pelo rock progressivo da década de 70, pelo synth pop dos anos 80 - particularmente pela sonoridade etérea - como por exemplo Brian Eno, Pink Floyd, Peter Gabriel, Talk Talk, Robert Fripp, Ultravox e The Cure.

## Biografia
Embora Chroma Key tivesse começado como um projeto solo, Kevin Moore (depois de sua saída de Dream Theater), convidou vários músicos para gravar e compor na banda. A banda se estabilizou com Joey Vera, Mark Zonder e Jason Anderson.
O primeiro álbum Dead Air for Radios foi lançado em 1998, e teve a produção de Steve Tushar. O álbum de estreia recebeu muitos elogios da crítica especializada, com boa  aceitação dos vocais de Kevin Moore.
No segundo álbum, You Go Now de 2000, Moore amadurece muito mais o som da banda, tentando continuar o caminho que a banda segue, sair do mainstream, ou seja, das rádios e promoções da mídia de massa, tornando-se quase independente. Este registro é muito mais ambient, mais focalizado num senso de canções diretas e simples, deixando um sentimento de  assombro para o ouvinte. Quase tudo na obra é uma exposição de tristeza, recordações, noção de tempo-espaço e assim, um exorcismo dos demônios internos, cortesia de mr. Moore e cia.
Graveyard Mountain Home, lançado em 2004, é um álbum duplo, e vem com um DVD do filme Age 13 de 1955, onde a música de Moore está entremeada ao diálogo original do filme. No Cd, Kevin mostra uma coleção diversa de material em um projeto intitulado Memory Hole I, trazendo uma homenagem, ou características músicais de vários músicos e bandas. Contém também o álbum, uma trilha sonora feita para o filme de terror turco Okul, de 2004. Kevin Moore ganhou não só o respeito de músicos de vários estilos musicais, mas também muitos desafetos.

## Estilo e influências
Chroma Key foi vagamente descrito por Kevin Moore como eletrônica, trip hop, e pop.

## Integrantes
- Kevin Moore, teclados e voz
- Joey Vera, baixo
- Mark Zonder, bateria e percussão
- Jason Anderson, guitarra e violão

## Discografia
- Dead Air for Radios - 1998
- Colorblind  - single - 1999
- You Go Now - 2000
- Graveyard Mountain Home - 2004

Todos os álbuns do Chroma Key foram produzidos e gravados no estúdio caseiro de Moore, ou em estúdios escolhidos a dedo.